# Papilio canopus
Papilio canopus is een vlinder uit de familie van de pages (Papilionidae). De wetenschappelijke naam van de soort is voor het eerst geldig gepubliceerd in 1842 door John Obadiah Westwood.